# Suckers
Suckers es una comedia de animación slapstick española para televisión. La serie muestra la vida de un grupo de muñecos que vive en la parte trasera de los coches. Se llaman Suckers y son retorcidos y algo perversos, aunque nada peligrosos para el género humano.
El protagonista, Travis, es un peluche azul que habita en la luna trasera de un vehículo corriente y que tiene como compañero de viaje a un pequeño y tranquilo perro llamado Constantine. Juntos vivirán miles de aventuras y experiencias mientras viajan y muestran al espectador un nuevo punto de vista: el que se ve a través de los cristales de un automóvil junto con sus vecinos de otros vehículos a un lado Kawaii, Mc Speacker, los Hermanos Vandross y Panda-8.
La serie es una coproducción de Screen 21, Genoma Animation y Televisió de Catalunya y BRB Internacional la distribuye a nivel mundial.
Suckers se estrenó en Disney XD el 27 de febrero de 2010 en Estados Unidos y se emite también en los canales de Disney XD de Europa, África, Australia, Japón e India, así como en canales de otros países como Clan (TVE), France 3, TVC, Australian Broadcasting Corporation, 2x2 en Rusia, Canal Once o K2 en Italia, Ecuavisa (Ecuador), MTV (UK), RCN Televisión en Colombia, Teletoon en Canadá, MTV India dub Hindi, y en Cartoon Network en Latinoamérica.

## Premios
- 3.er Premio 3D Art Futura España 2009.
- Premio MIPCOM JR Kids’ Jury 2009 a la mejor serie de animación de 7 a 10 años.